# Luzulaspis saueri
Luzulaspis saueri är en insektsart som beskrevs av Ernest Lepage och Giannotti 1944. Luzulaspis saueri ingår i släktet Luzulaspis och familjen skålsköldlöss. Inga underarter finns listade i Catalogue of Life.